# Liga de la República Montenegrina
La Liga de la República Montenegrina fue la tercera división de Fútbol en Yugoslavia de 1946 a 2006 en la que el campeón lograba el ascenso a la Segunda Liga de Yugoslavia.

## Historia
Fundada en la primavera de 1946, era la liga de fútbol más vieja de Montenegro después de la Segunda Guerra Mundial, la cual estuvo activa por 60 temporadas, aunque en su primera edición solo participaron cuatro equipos: FK Budućnost, FK Lovćen, FK Sutjeska y FK Arsenal.
Dururante su existencia, la liga fue organizada por la Federación de Fútbol de Montenegro,
 y el número de participantes era diferente, pasando de cuatro (1946) a 18 durante los años 1990. Simultáneamente se jugaba la Montenegrin Republic Cup.

## Niveles
La liga ni fue siempre de tercera división. Inició como una liga clasificatoria a la Yugoslav First League. Por tres temporadas (1946–47, 1952 y 1953) y fue la segunda división de Yugoslavia, y por cinco años fue de cuarta división.
| Periodo   | Nivel | Periodo   | Nivel | Periodo   | Nivel |
| --------- | ----- | --------- | ----- | --------- | ----- |
| 1946      | I     | 1950      | IV    | 1953-1988 | III   |
| 1946-1947 | II    | 1951      | III   | 1988-1992 | IV    |
| 1947-1949 | III   | 1952-1953 | II    | 1992-2006 | III   |

## Temporadas
| Temporada | Campeón      | Segundo      | Tercero            |
| --------- | ------------ | ------------ | ------------------ |
| 1946      | FK Budućnost | FK Lovćen    | FK Sutjeska        |
| 1946/47   | FK Sutjeska  | FK Bokelj    | FK Lovćen          |
| 1947/48   | FK Bokelj    | FK Lovćen    | FK Rudar           |
| 1948/49   | FK Sutjeska  | FK Lovćen    | FK Rudar           |
| 1950      | FK Bokelj    | FK Arsenal   | FK Rudar           |
| 1951      | FK Berane    | FK Sutjeska  | FK Jedinstvo       |
| 1952      | FK Budućnost | FK Sutjeska  | FK Lovćen          |
| 1953      | FK Budućnost | FK Lovćen    | FK Berane          |
| 1953/54   | FK Bokelj    | FK Sutjeska  | FK Arsenal         |
| 1954/55   | FK Sutjeska  | OFK Titograd | FK Radnički Nikšić |
| 1955/56   | FK Bokelj    | FK Iskra     | FK Gorštak         |
| 1956/57   | FK Bokelj    | FK Rudar     | FK Javorak         |
| 1957/58   | FK Rudar     | FK Zora      | FK Gorštak         |
| 1958/59   | OFK Titograd | FK Arsenal   | FK Rudar           |
| 1959/60   | FK Lovćen    | FK Iskra     | FK Jedinstvo       |
| 1960/61   | OFK Titograd | FK Jedinstvo | FK Bokelj          |
| 1961/62   | OFK Titograd | FK Bokelj    | FK Rudar           |
| 1962/63   | FK Lovćen    | FK Jedinstvo | FK Rudar           |
| 1963/64   | OFK Titograd | FK Lovćen    | FK Rudar           |
| 1964/65   | FK Lovćen    | OFK Titograd | FK Bokelj          |
| 1965/66   | FK Rudar     | OFK Titograd | FK Jedinstvo       |
| 1966/67   | OFK Titograd | FK Rudar     | FK Jedinstvo       |
| 1967/68   | OFK Titograd | FK Čelik     | FK Jedinstvo       |
| 1968/69   | FK Zabjelo   | FK Rudar     | FK Arsenal         |
| 1969/70   | FK Iskra     | FK Bokelj    | FK Mornar          |
| 1970/71   | FK Bokelj    | FK Rudar     | FK Arsenal         |
| 1971/72   | FK Jedinstvo | FK Rudar     | FK Arsenal         |
| 1972/73   | FK Iskra     | OFK Petrovac | FK Grafičar        |
| 1973/74   | FK Lovćen    | FK Jedinstvo | FK Zeta            |
| 1974/75   | OFK Titograd | FK Zeta      | FK Grafičar        |
| 1975/76   | FK Jedinstvo | FK Zeta      | FK Mogren          |
| 1976/77   | FK Sutjeska  | OFK Titograd | OFK Petrovac       |
| 1977/78   | FK Jedinstvo | OFK Petrovac | OFK Titograd       |
| 1978/79   | OFK Titograd | FK Iskra     | FK Lovćen          |
| 1979/80   | FK Lovćen    | FK Tekstilac | FK Rudar           |
| 1980/81   | FK Mogren    | FK Titeks    | FK Čelik           |
| 1981/82   | FK Lovćen    | FK Čelik     | FK Zeta            |
| 1982/83   | FK Berane    | FK Zeta      | FK Rudar           |
| 1983/84   | OFK Titograd | FK Zeta      | FK Bokelj          |
| 1984/85   | FK Lovćen    | FK Čelik     | FK Bokelj          |
| 1985/86   | FK Bokelj    | OFK Igalo    | FK Zeta            |
| 1986/87   | OFK Titograd | OFK Igalo    | FK Jedinstvo       |
| 1987/88   | FK Bokelj    | FK Jedinstvo | FK Lovćen          |
| 1988/89   | FK Mornar    | FK Luka Bar  | FK Dečić           |
| 1989/90   | FK Lovćen    | FK Dečić     | FK Kom             |
| 1990/91   | OFK Titograd | FK Ribnica   | FK Kom             |
| 1991/92   | FK Kom       | FK Iskra     | FK Čelik           |
| 1992/93   | FK Lovćen    | FK Kom       | FK Luka Bar        |
| 1993/94   | FK Iskra     | FK Mornar    | OFK Titograd       |
| 1994/95   | FK Mornar    | OFK Titograd | FK Kom             |
| 1995/96   | OFK Igalo    | FK Čelik     | OFK Titograd       |
| 1996/97   | FK Berane    | FK Ibar      | FK Lovćen          |
| 1997/98   | FK Zeta      | FK Lovćen    | FK Zabjelo         |
| 1998/99   | OFK Titograd | FK Jedinstvo | OFK Grbalj         |
| 1999/00   | FK Iskra     | FK Zabjelo   | FK Crvena Stijena  |
| 2000/01   | FK Mornar    | OFK Petrovac | FK Ribnica         |
| 2001/02   | FK Kom       | FK Jezero    | OFK Grbalj         |
| 2002/03   | OFK Grbalj   | FK Zora      | FK Crvena Stijena  |
| 2003/04   | FK Dečić     | FK Lovćen    | FK Crvena Stijena  |
| 2004/05   | FK Zora      | FK Gusinje   | FK Iskra           |
| 2005/06   | FK Berane    | OFK Titograd | FK Ibar            |

- En amarillo aparecen los equipos que ganaron la liga y la copa en el mismo año.

## Títulos por equipo
| Club      | Ciudad       | Campeonatos | Finales | Años campeón                                                                                               |
| --------- | ------------ | ----------- | ------- | --- |
| Titograd  | Podgorica    | 12          | 6       | 1958/59, 1960/61, 1961/62, 1963/64, 1966/67, 1967/68, 1974/75, 1978/79, 1983/84, 1986/87, 1990/91, 1998/99 |
| Lovćen    | Cetiña       | 9           | 7       | 1959/60, 1962/63, 1964/65, 1973/74, 1979/80, 1981/82, 1984/85, 1989/90, 1992/93                            |
| Bokelj    | Kotor        | 8           | 3       | 1947/48, 1950, 1953/54, 1955/56, 1956/57, 1970/71, 1985/86, 1987/88                                        |
| Iskra     | Danilovgrad  | 4           | 4       | 1969/70, 1972/73, 1993/94, 1999/00                                                                         |
| Sutjeska  | Nikšić       | 4           | 3       | 1946/47, 1948/49, 1954/55, 1976/77                                                                         |
| Berane    | Berane       | 4           | -       | 1951, 1982/83, 1996/97, 2005/06                                                                            |
| Jedinstvo | Bijelo Polje | 3           | 5       | 1971/72, 1975/76, 1977/78                                                                                  |
| Mornar    | Bar          | 3           | 1       | 1988/89, 1994/95, 2000/01                                                                                  |
| Budućnost | Podgorica    | 3           | -       | 1946, 1952, 1953                                                                                           |
| Rudar     | Pljevlja     | 2           | 5       | 1957/58, 1965/66                                                                                           |
| Kom       | Podgorica    | 2           | 1       | 1991/92, 2001/02                                                                                           |
| Zeta      | Golubovci    | 1           | 4       | 1997/98 |
| Zora      | Spuž         | 1           | 2       | 2004/05 |
| Igalo     | Igalo        | 1           | 2       | 1995/96 |
| Dečić     | Tuzi         | 1           | 1       | 2003/04 |
| Zabjelo   | Podgorica    | 1           | 1       | 1968/69 |
| Mogren    | Budva        | 1           | -       | 1980/81 |
| Grbalj    | Radanovići   | 1           | -       | 2002/03 |